# Coslett Herbert Waddell
El Reverendo Coslett Herbert Waddell (6 de marzo de 1858, Drumcro, Condado de Antrim, Irlanda del Norte - 8 de junio de 1919, Greyabbey) fue un clérigo anglicano y botánico irlandés del norte.
Estaba ligado de parentesco, vía su madre Maria Langtry, con la actriz Lillie Langtry (1853-1929). Estudia en Lurgan, y más tarde en Trinity College (Dublín), donde se recibe de Bachelor of Arts en 1880, y de Master of Arts en 1888.
Sigue su vocación por la teología y es ordenado diácono en 1881 y presbítero al año siguiente. Permanecerá como párroco por muchas parroquias (así como vicario en Saintfield en 1890, y rector en Greyabbey en 1912). Y sigue sus estudios para obtener finalmente su Bachillerato en Divinidad en 1892.
Sumamente interesado por la botánica, recibe el sostén del botánico Samuel Alexander Stewart (1826-1910). A partir de 1893, Waddell publica muchos artículos en Journal of Botany y Irish Naturalists. Se especializa en varios géneros de fanerógamas (como las zarzamoras, las rosas, las flores de papel y las Polygonum) así como sobre los musgos. Fue el primero en descubrir la rara Centaurea: Centaurium littorale en Irlanda en 1913. Su importante herbario se conserva en el Museo Ulster de Belfast, que se donó en 1919 a la Universidad Queen de Belfast por su familia. Él había estado muy implicado con el "Club de Naturalistas de Campo de Belfast", participando de su consejo.

## Algunas publicaciones
- Waddell, C.H. 1905. Glyceria festucaeformis, En Portaferry. Ir Nat. 14: 19
- Waddell, C.H. 1912. Some County Down plants. Ir Nat. 21: 133- 134
- Waddell, C.H. 1917. Rare plants of the Co. Down coast. Ir Nat. 26: 12 - 13

## Honores

### Eponimia
- (Boraginaceae) Onosma waddellii Duthie[1]

## Fuente
- Traducción de los Arts. en lengua inglesa y francesa de Wikipedia

- La abreviatura «Waddell» se emplea para indicar a Coslett Herbert Waddell como autoridad en la descripción y clasificación científica de los vegetales.[1]